# جوناثان غالفان
جوناثان غالفان (بالإسبانية: Jonathan Galván) (25 يونيو 1992 بمار دل بلاتا في الأرجنتين - ) هو لاعب كرة قدم أرجنتيني في مركز الوسط. لعب مع نادي أتليتيكو ألدوسيفي.

## وصلات خارجية
- جوناثان غالفان على موقع قاعدة بيانات كرة القدم.إي يو (الإنجليزية)
- جوناثان غالفان على موقع Soccerway.com (الإنجليزية)
- جوناثان غالفان على موقع عالم كرة القدم.نت (الإنجليزية)